# Discografia de João Guilherme
A discografia de João Guilherme, um cantor e ator brasileiro consiste em um álbum de estúdio, um EP e dezessete singles (Incluindo um como artista convidado).
João Guilherme iniciou sua carreira musical, enquanto interpretava Joaquim, em Cúmplices de um Resgate. Em 2015, ele lançou seu primeiro single intitulado "Princesa". O single alcançou o número um no ITunes. Em agosto de 2016, ele lançou seu primeiro álbum de estúdio intitulado Meu Caminho com 10 faixas. Em 2017, lançou seu primeiro EP intitulado João Guilherme, Vol II. No mesmo ano, ele participou da trilha sonora do filme Fala Sério, Mãe!, na faixa "Coisa Linda" com Larissa Manoela. Em 2018, ele também participou da trilha sonora do filme Tudo por um Popstar. No mesmo ano, ele lançou os singles "Manual" e "Nosso Som".

## Álbuns

### Álbuns de estúdio
| Álbum       | Detalhes |
| ----------- | --- |
| Meu Caminho | - Lançamento: 5 de agosto de 2016 - Gravadora: NP8 Produções Artísticas - Formatos: Download digital, streaming |

## Extended plays(EPs)
| EP                      | Detalhes |
| ----------------------- | --- |
| João Guilherme, Vol. II | - Lançamento: 4 de agosto de 2017 - Gravadora: NP8 Produções Artísticas - Formatos: Download digital, streaming |

## Singles

### Como artista principal
| Ano  | Canção                                    | Álbum                          |
| ---- | ----------------------------------------- | ------------------------------ |
| 2016 | "Princesa"                                | Meu Caminho                    |
| 2016 | "Tudo é Você"                             | Meu Caminho                    |
| 2016 | "Quem Sabe"                               | Meu Caminho                    |
| 2016 | "Meu Pedido"                              | Meu Caminho                    |
| 2017 | "Ela"                                     | João Guilherme, Vol. II        |
| 2017 | "O Que Eu Sempre Quis"                    | João Guilherme, Vol. II        |
| 2017 | "Olha Quem Voltou"                        | João Guilherme, Vol. II        |
| 2018 | "Manual"                                  | Não adicionando à nenhum álbum |
| 2018 | "Nosso Som"                               | Não adicionando à nenhum álbum |
| 2019 | "Mapa Astral" (com part. de Ana Gabriela) | Não adicionando à nenhum álbum |
| 2019 | "Manhã" (com part. de Fly)                | Não adicionando à nenhum álbum |
| 2019 | "Meu Colchão"                             | Não adicionando à nenhum álbum |
| 2019 | "Eu Gosto de Você"                        | Não adicionando à nenhum álbum |
| 2020 | "Deu Saudade de Você"                     | Não adicionando à nenhum álbum |
| 2020 | "Visão"                                   | Não adicionando à nenhum álbum |
| 2020 | "Me Ignora"                               | Não adicionando à nenhum álbum |

### Como artista convidado
| Ano  | Canção                                             | Álbum                         |
| ---- | -------------------------------------------------- | ----------------------------- |
| 2019 | "Ilha Do Mel" (GMeyer com part. de João Guilherme) | Não adicionado à nenhum álbum |

## Trilhas sonoras
| Ano  | Canção                | Álbum                                             |
| ---- | --------------------- | ------------------------------------------------- |
| 2016 | "Terra de Gigantes"   | Cúmplices de um Resgate (trilha sonora da novela) |
| 2016 | "Juntos"              | Cúmplices de um Resgate (trilha sonora da novela) |
| 2016 | "Pra ver se Cola"     | Cúmplices de um Resgate (trilha sonora da novela) |
| 2016 | "Na Hora H"           | Cúmplices de um Resgate (trilha sonora da novela) |
| 2016 | "Fugir Agora"         | Cúmplices de um Resgate (trilha sonora da novela) |
| 2016 | "Princesa"            | Cúmplices de um Resgate (trilha sonora da novela) |
| 2016 | "Tudo é você"         | Cúmplices de um Resgate (trilha sonora da novela) |
| 2017 | "Coisa Linda"         | Fala Sério, Mãe! (trilha sonora do filme)         |
| 2018 | "Tudo Por um Popstar" | Tudo por um Popstar (trilha sonora do filme)      |
| 2018 | "Sing"                | Tudo por um Popstar (trilha sonora do filme)      |
| 2018 | "Sing (Remix)"        | Tudo por um Popstar (trilha sonora do filme)      |
| 2018 | "Made My Day"         | Tudo por um Popstar (trilha sonora do filme)      |
| 2018 | "Perfect Love"        | Tudo por um Popstar (trilha sonora do filme)      |